# Săpânța
Săpânța (pronunciació en romanès: [səˈpɨnt͡sa]; en hongarès: Szaplonca; en eslovac: Sapunka; en yiddish: Spinka o Shpinka) és una comuna al comtat de Maramureș, Romania, a 15 quilòmetres al nord-oest de Sighetu Marmației i just al sud del riu Tisza. Està compost per un sol poble, Săpânța.
És conegut pel seu "Cementiri alegre" i va ser la llar original de la dinastia Spinka de Hasidic Rebbes.
Primera atestació documental: 1373 (Zapancha).
Al cens de 1930 es van registrar 3.727 habitants, dels quals 2.668 romanesos, 998 jueus, 22 gitanos, 18 hongaresos, 13 ucraïnesos, etc. Des del punt de vista confessional, la població estava formada per 2.577 grecs catòlics, 999 mosaics, 88 adventistes, 29 ortodoxos, etc.
Segons el cens del 2002, sobre una població total de 3.267, 3.240 eren romanesos, 2 hongaresos, 17 gitanos i 8 ucraïnesos. Confessionals eren 2.936 ortodoxos, 257 adventistes del setè dia, 65 grecs catòlics, 3 pentecostals, 1 catòlic i 1 reformat.

## Galeria

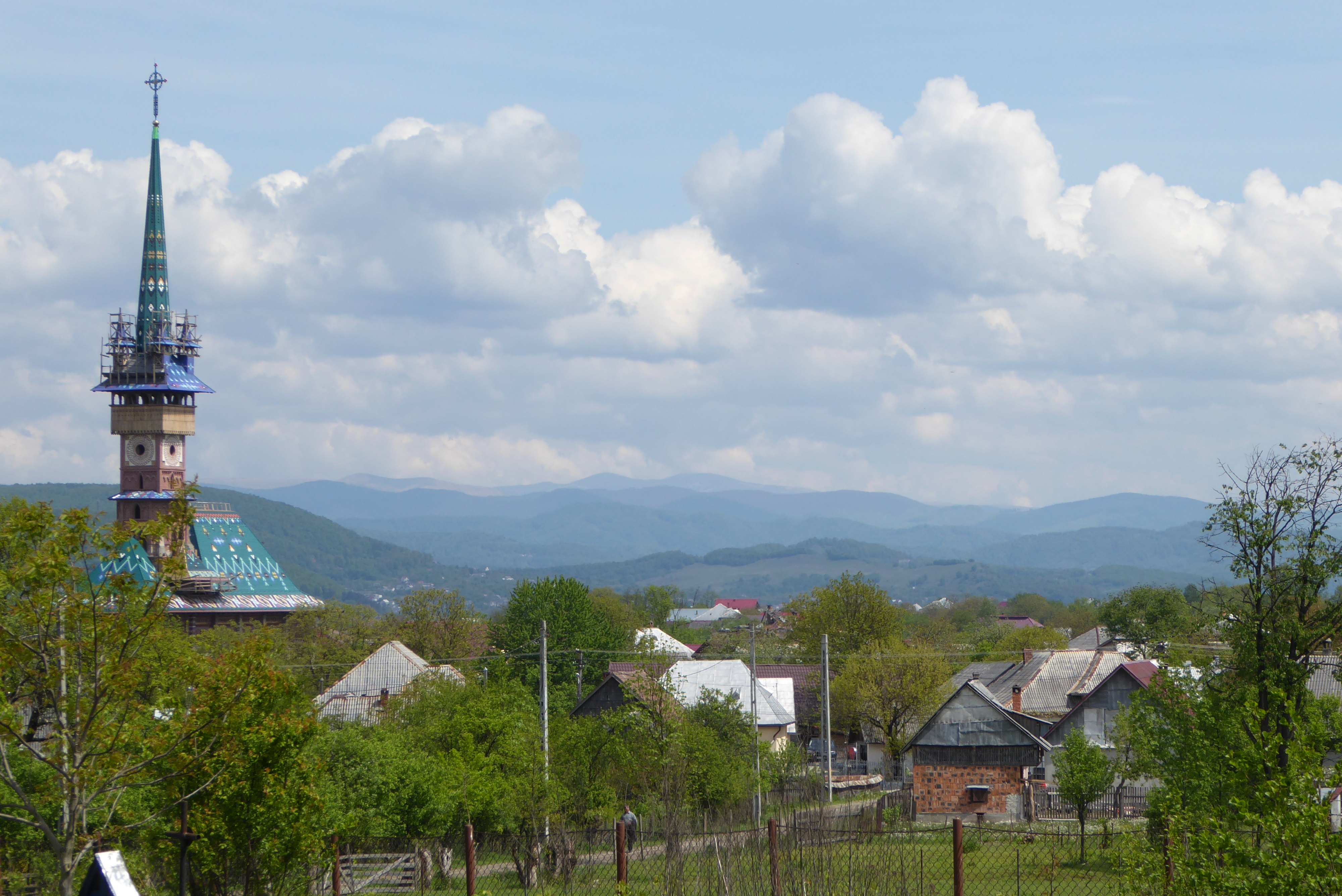
Vista del poble
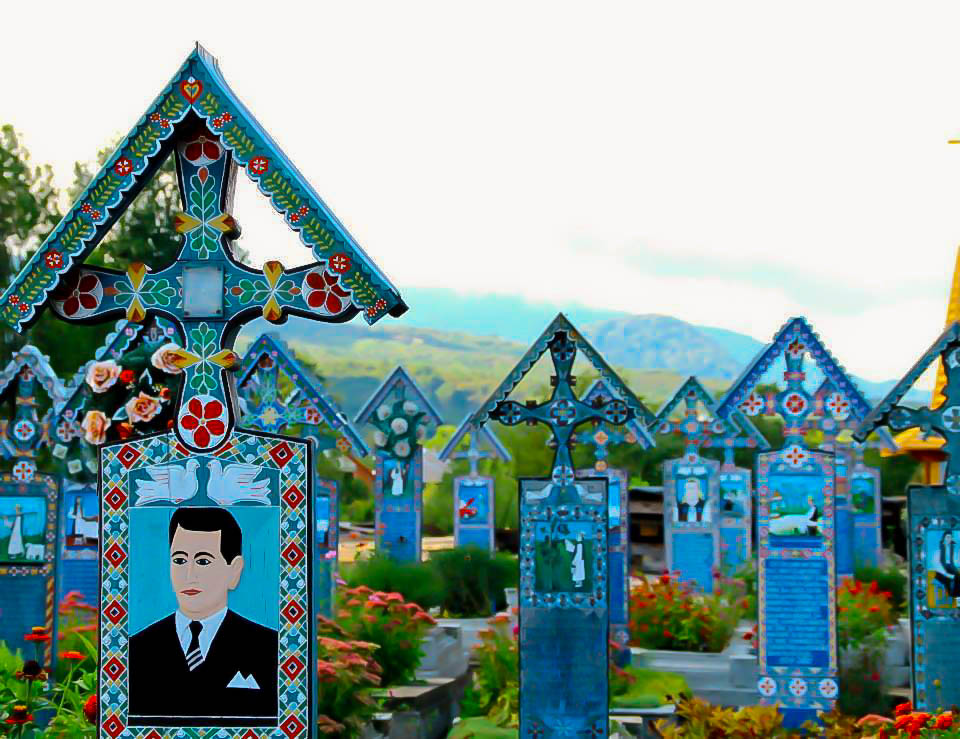
Cementiri alegre, únic a Europa
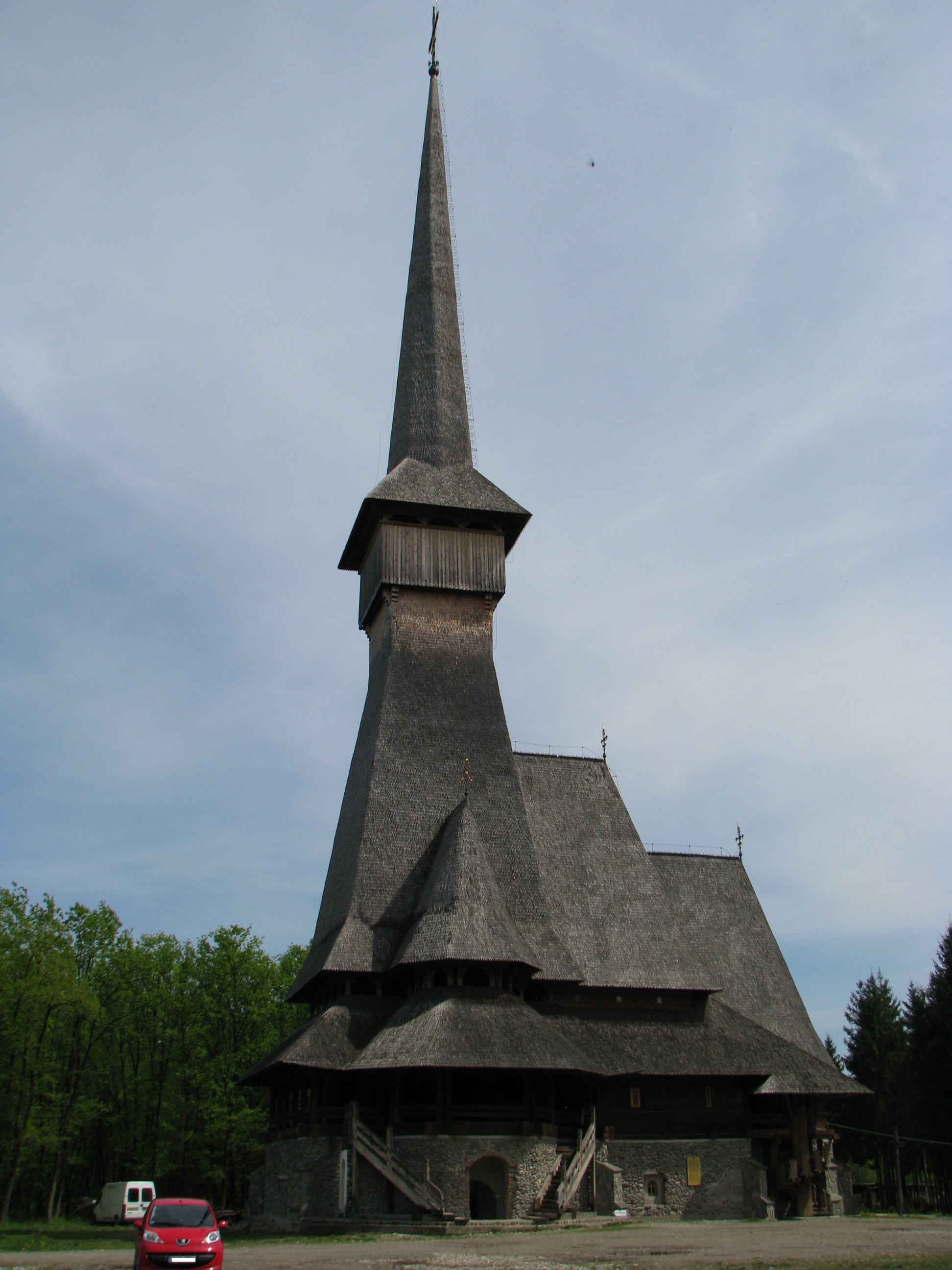
L'església del monestir de Săpânța Peri, l'església de fusta més alta del món
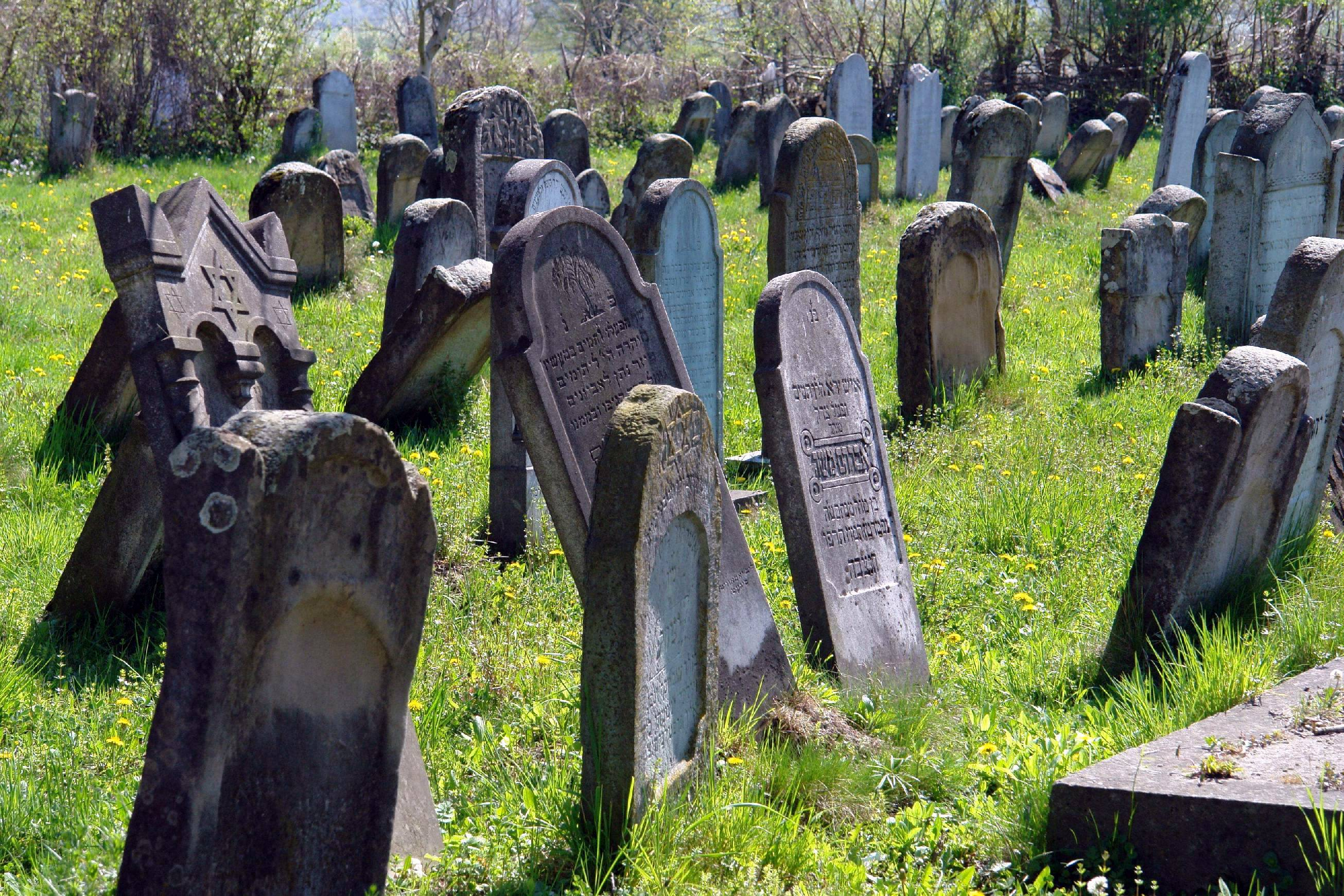
Cementiri jueu